# Konwalia
Konwalia (Convallaria L.) – rodzaj bylin jednoliściennych w ostatnich latach zaliczany do różnie wyróżnianych rodzin w tym do konwaliowatych (Convallariaceae), myszopłochowatych (Ruscaceae) i ostatnio do szparagowatych (Asparagaceae). W zależności od ujęcia systematycznego obejmuje jeden gatunek – konwalię majową C. majalis lub trzy gatunki. Zasięg rodzaju obejmuje strefę umiarkowaną półkuli północnej – w Europie, Azji i we wschodniej części Stanów Zjednoczonych na kontynencie północnoamerykańskim. Gatunek ten rośnie także jako rodzimy w Polsce.

## Systematyka
W większości ujęć systematycznych należy tu jeden gatunek – konwalia majowa Convallaria majalis L., którego odmiany geograficzne podnoszone bywają w opracowaniach lokalnych do rangi odrębnych gatunków. Np. James L. Reveal wyróżnia w randze odrębnego gatunku (Convallaria majuscula Greene) odmianę amerykańską (C. majalis var. montana (Raf.) Ahles). W Azji Wschodniej status odrębnego gatunku (Convallaria keiskei Miq.) nadawany jest odmianie C. majalis L. var. keiskei. Ujęcie to bywa akceptowane przez niektórych systematyków i w 2022 roku było odzwierciedlone w bazach International Plant Names Index oraz Plants of the World Online, które w ramach rodzaju konwalia wyróżniały trzy gatunki:
- Convallaria keiskei Miq. (syn. Convallaria majalis var. keiskei (Miq.) Makino)
- Convallaria majalis L. – konwalia majowa
- Convallaria pseudomajalis W.Bartram (syn. Convallaria majalis var. montana H.E.Ahles)

Pozycja rodzaju według Angiosperm Phylogeny Website (aktualizowany system APG IV z 2016)
Klad okrytonasienne, klad jednoliścienne (monocots), rząd szparagowce (Asparagales), rodzina szparagowate (Asparagaceae), podrodzina Nolinoideae Burnett. 
Wcześniej w systemie APG II z 2003 rodzaj zaliczany był do plemienia Convallarieae w obrębie rodziny myszopłochowatych (Ruscaceae) z rzędu szparagowców (Asparagales).
Pozycja rodzaju w systemie Reveala (1994–1999)
Gromada okrytonasienne (Magnoliophyta Cronquist), podgromada Magnoliophytina Frohne & U. Jensen ex Reveal, klasa jednoliścienne (Liliopsida Brongn.), podklasa liliowe (Liliidae J.H. Schaffn.), nadrząd Lilianae Takht. rząd szparagowce (Asparagales Bromhead), rodzina konwaliowate (Convallariaceae Horan.), podrodzina Convallarioideae Herb., plemię Convallarieae Dumort., rodzaj konwalia (Convallaria L.).